# 이관석
이관석(李寬錫, 1870년 12월 4일 ~ 1942년 7월 27일)은 대한민국의 독립운동가이다.

## 생애
평안북도 자성에서 출생한 그는 대한민국 독립운동가 및 예비역 대한민국 육군 소장 이성가(李成佳)의 아버지이기도 하다.
대한제국 조선 시대 말기 때인 1907년 김관수(金寬洙)가 지휘하던 대한제국 평안남도 숙천 지방에서 의병대 가입하여 활동한 그는 경술국치 사건 이후 1919년 고향 평안북도 자성에서 3·1 운동을 주도한 이후 중화민국 만저우 지방 지린성 지린에 망명, 대한독립군 양성 작업에 참여하였다.
이후 1923년 11월 14일을 기하여 당시 대한독립군 서로군정서 의용사령관 김규식(金圭植) 장군의 특명을 받아 병력을 인솔하고 조선 국내 진입을 진두 지휘, 평안북도 귀성에 대한독립군 군사 주둔을 하다가, 평안북도 경찰부와 평안북도 강계 경찰서 합동부대의 기습 공격을 받고 교전하여 이 전투에서 적 2명을 사살하고 만주 본영으로 귀대하였다. 이듬해 1924년 6월 25일을 기하여 참의부에 소속되어 박언채(朴彦采)·김연학(金連鶴)·김시태(金時泰)·김천일(金天日)·이길상(李吉相)·이용익(李用益)·황용하(黃龍河)·예응복(芮應福) 등과 함께 평안북도 자성군에 주둔하였다가 이평면(梨坪面)에서 일본군과 교전하여 적 2명을 사살하였다.